# 34714 Haozhang
34714 Haozhang este o planetă minoră (asteroid) din centura de asteroizi. A fost descoperită pe 28 iulie 2001 la Stația Anderson Mesa de Lowell Observatory Near-Earth-Object Search. 
Obiectul prezintă o orbită caracterizată de o semiaxă mare de 2,6615398 UAi, o excentricitate de 0,1, o înclinație de 2,6896 ° în raport cu ecliptica.